# 윤세인
윤세인(본명: 김지수, 1987년 1월 18일 ~ )은 대한민국의 전 배우이다.

## 생애
2005년부터 연극무대에서 연기력을 다졌다. 성균관대학교 연기예술학과 휴학 중인 2011년 SBS 《폼나게 살거야》 오디션에 응시하여 여주인공 배역에 캐스팅되었고, 아버지이자 당시 민주당 국회의원이었던 김부겸의 반대에도 불구하고 정식 데뷔하였다.
2014년 SBS 《잘 키운 딸 하나》를 끝으로 은퇴하였다. 2015년 3월 19일 영풍그룹 회장 아들과 결혼하였다.

## 학력
- 2002년 ~ 2005년 수리고등학교
- 2005년 ~ 2013년 성균관대학교 연기예술학과 학사

## 경력
- 2013년 서울중부경찰서 4대 사회악 근절 홍보대사

## 작품 활동

### 드라마
- 2011년 SBS 《폼나게 살거야》 - 나아라 역
- 2012년 MBC 《아들 녀석들》 - 박미림 역
- 2013년 SBS 《잘 키운 딸 하나》 - 장라희 역 (인간말종 1, 본작의 서브 여주인공이자 메인 악녀)

## 가족 관계
- 조부 : 김영룡 (1939년 ~ )
- 부 : 김부겸 (1958년 1월 21일 ~ )
- 모 : 이유미 (1957년 ~ )
- 언니 : 김연수
- 동생 : 김현수
- 배우자 : 최민석